# Pere Coll (organista)
Pere Coll (? - Barcelona, 1595) va ser un compositor i organista català, deixeble de Pere Alberch i Vila. No s'ha conservat cap de les seves obres.

## Biografia
El 27 d'agost de 1562, Coll va succeir en el magisteri de cant de la Seu de Vic a Onofre Martínez, conferint-li <<lo mestrat de cant ab sos drets hi pertinèncias per ha tres anys>> gràcies a la recomanació d'Alberch i Vila.
A partir de 1566, també hi assumeix el càrrec d'organista, en substitució de Diego Ferrandiz, fins al 1570. Tres anys després exercirà el càrrec d'organista de la basílica de Santa Maria del Mar de Barcelona. Durant aquest període, gaudí de capellania de les parròquies de Santa Maria de Mediona, Santa Maria de Vilafranca del Penedès, Nostra Senyora del Pi i de la mateixa capella de Santa Maria del Mar.
El 1591, per motius de salut derivats de l'edat, Pere Coll va deixar el càrrec d'organista de la basílica de Santa Maria del Mar.